# Бертольд, Томас
То́мас Бе́ртольд (нем. Thomas Berthold; 12 ноября 1964, Ханау) — немецкий футболист, игравший в качестве защитника и полузащитника. Между 1985 и 1994 годами сыграл 62 международных матча за Западную и объединённую Германию.

## Карьера
Бертольд родился в Ханау, Гессен.
Он отыграл 322 матча в Бундеслиге, забив 22 гола за Айнтрахт в период между 1982 и 1987 годами. С 1987 до 1991 года Томас играл в Италии: за клубы Эллас Верона (1987—1989) и Рома (1989—1991). После этого он вернулся в Германию, и продолжил свою карьеру в Баварии (1991—1993) и Штутгарте (1993—2000). Свой последний сезон Бертольд провел в турецком чемпионате за Аданаспор, и закончил его 15 января 2001 года.
С 1985 по 1994 года Бертольд вызывался в сборную Германии, за которую провёл 62 матча. В составе сборной он стал участником Чемпионата мира 1986 в Мексике и Чемпионата Европы 1988 в Западной Германии. В составе сборной Западной Германии он стал чемпионом мира 1990 года. Его последняя игра за сборную состоялась на чемпионате мира 1994 года.

## Достижения
- Чемпион мира (1): 1990; финалист 1986
- Кубок Италии (1): 1991
- Кубок Германии (1): 1997
- Кубок УЕФА: финалист 1991
- Кубок Лиги Германии: финалист 1997, 1998
- Кубок Кубков: финалист 1998